# Schwanewede
Schwanewede település Németországban, azon belül Alsó-Szászország tartományban. Lakosainak száma 20 599 fő (2023. december 31.).

## Népesség
A település népességének változása:
| Lakosok száma | 20 075 | 20 142 | 20 300 | 20 408 | 20 661 | 20 599 |
|               | 2016   | 2017   | 2019   | 2021   | 2022   | 2023   |